# Melanie Appleby
Melanie Susan "Mel" Appleby, född 11 juli 1966 i Hackney, död 18 januari 1990 i Westminster, var en brittisk sångerska. Hon var en av medlemmarna i danspopduon Mel & Kim. Duons singel "Respectable" från 1987 nådde förstaplatsen på UK Singles Chart.

## Död
Appleby avled den 18 januari 1990 i Westminster i London av lunginflammation till följd av en cancerbehandling av paragangliom.